# Codex Augusteus
Il Codex Augusteus (in italiano Codice Augusteo) fu una collezione di leggi sassoni promulgata a Lipsia nel 1724 per volontà del principe Federico Augusto I di Sassonia.
La denominazione di "codex" voluta da Federico è impropria: la collezione, per l'appunto, presenta caratteristiche molto differenti rispetto al 'codex' giustinianeo ed a quelli di eguale impostazione. È infatti una raccolta originariamento privata - opera dell'avv. Johann Chsitian Lunig di Lipsia - che solo in un secondo momento è stata 'fatta propria' dal potere pubblico.
Seppure risultò utile agli avvocati del tempo, non fu particolarmente innovativo, annoverandosi tra quella miriade di tentativi falliti di codificazione nell'Europa del pluralismo giuridico post-medievale.
La collezione è stata integrata più volte, soprattutto nei primi del 1800. Il suo principale merito è quello di aver contribuito enormemente alla legge del Regno di Sassonia, di circa cento anni successiva.
Oggi è una delle principali fonti della storia legale sassone.